# 67ª Brigata meccanizzata
La 67ª Brigata meccanizzata autonoma (in ucraino 67-та окрема механізована бригада?, 67-ta okrema mechanizovana bryhada, unità militare A4123) è un'unità di fanteria meccanizzata delle Forze terrestri ucraine con base a Dnipro.

## Storia
In seguito allo scoppio dell'invasione russa dell'Ucraina il 24 febbraio 2022, il comando ucraino ha deciso di integrare tutte le unità di volontari all'interno delle forze armate. L'Esercito Volontario Ucraino, formato da Pravyj Sektor dopo l'annessione della Crimea alla Russia nel 2014, è stato espanso fino a comprendere 6 battaglioni di fanteria e ha partecipato alla difesa di Charkiv e di Kiev nel corso della fallita offensiva russa sulla capitale ucraina, contribuendo in seguito alla liberazione di diversi insediamenti negli oblast' di Kiev e di Černihiv. L'8 aprile è stato ucciso in combattimento nei pressi di Izjum il comandante del 2º Battaglione fucilieri, sottotenente Taras Bobanyč, a cui il reparto è stato successivamente intitolato. Il militare è stato inoltre insignito postumo del titolo di Eroe dell'Ucraina.
Il 27 marzo le unità dell'Esercito Volontario sono state riorganizzate come 7º Centro operazioni speciali, venendo quindi subordinate alle Forze per operazioni speciali ucraine. A partire da queste unità, rinforzate da reparti corazzati, di artiglieria e di supporto, il 1º novembre 2022 è stata costituita la 67ª Brigata meccanizzata. Alcuni militari selezionati sono tuttavia rimasti alle dipendenze delle forze speciali. La brigata è stata quindi impiegata in combattimento a nord di Kup"jans'k.
A marzo 2023 la brigata è stata trasferita nei pressi di Bachmut, venendo ringraziata per il suo servizio in un discorso del presidente ucraino Volodymyr Zelens'kyj il 4 marzo. Nel corso della battaglia di Bachmut, il 7 marzo è stato ucciso in azione il comandante del 1º Battaglione meccanizzato "Lupi Da Vinci", l'Eroe dell'Ucraina e veterano della guerra del Donbass Dmytro Kocjubajlo da cui la sua unità prendeva il nome. Ad aprile il battaglione è riuscito a respingere reparti del Gruppo Wagner che tentavano di prendere d'assalto le fortificazioni ucraine lungo la strada fra Bachmut e Časiv Jar, l'ultima via di collegamento per mantenere rifornita la città assediata, permettendo di continuarne la difesa fino alla fine di maggio. Successivamente alla completa caduta della città, a giugno la brigata è stata trasferita nella foresta a sudovest di Kreminna, dove insieme alla 63ª Brigata meccanizzata ha respinto i tentativi russi, condotti dai battaglioni BARS-12, 16 e 20, di sviluppare un'offensiva verso Lyman. In questo periodo ha ricevuto dalla 47ª Brigata meccanizzata i carri M-55S (versione slovena pesantemente rimodernata del T-55, poi ceduti alla 5ª Brigata corazzata nel febbraio 2024). Ad agosto è stata invece impiegata, con un battaglione della 95ª Brigata d'assalto aereo, a supporto della 14ª Brigata meccanizzata in difesa di Kup"jans'k. Il 24 agosto, in occasione del Giorno dell'indipendenza dell'Ucraina, il presidente Zelens'kyj ha consegnato alla brigata la bandiera di guerra. Nei mesi successivi ha continuato a operare nell'area di Kreminna.
Nel gennaio 2024 alcuni elementi del 1º Battaglione "Lupi Da Vinci", guidati dalla fidanzata di Kocjubajlo, paramedico in servizio nell'unità, hanno lasciato il battaglione e preso le distanze da Pravyj Sektor per unirsi alla 59ª Brigata motorizzata. Conseguemente il battaglione ha cambiato nome e stemma, prendendo le distanze dal gruppo. A marzo il battaglione, supportato da elementi della 103ª Brigata di difesa territoriale, ha ottenuto alcuni guadagni territoriali in direzione del villaggio di Tabaïvka, nel settore di Kup"jans'k. A partire da aprile 2024 la brigata ha contribuito alla difesa di Časiv Jar dalla rinnovata offensiva del VDV, venendo schierata nei pressi della città insieme alla 42ª Brigata meccanizzata e alla 241ª Brigata di difesa territoriale.
A causa di numerosi problemi nella leadership della brigata, che hanno anche comportato cattive performance sul campo di battaglia, il 14 aprile l'alto comando ucraino ha deciso di smantellare il nucleo della 67ª Brigata meccanizzata, trasferendo i comandanti e i soldati appartenenti all'Esercito Volontario Ucraino ad altre unità ed aprendo un'indagine interna. La brigata, che in quanto inizialmente composta da volontari afferenti a Pravyj Sektor era dotata di ampia autonomia prima della nomina di Oleksandr Syrs'kyj a comandante in capo delle Forze armate ucraine, è stata perciò riorganizzata e standardizzata al fine di dotarla di maggiore efficienza e disciplina. Il 1º Battaglione d'assalto "Dmytro Kocjubajlo" è stato distaccato, diventando un'unità autonoma alle dirette dipendenze del Comando delle Forze terrestri. La brigata è stata quindi ritirata dal fronte, venendo sostituita dalla 42ª Brigata meccanizzata e dalla Brigata d'assalto "Ljut". Alla fine di ottobre i soldati del 1º Battaglione fucilieri della brigata, parte del nucleo originario del disciolto Corpo Volontario Ucraino, hanno deciso di lasciare le Forze terrestri per unirsi alla Guardia nazionale al fine di mantenere uniti i combattenti del Corpo dopo la riorganizzazione iniziata nell'aprile 2024. In seguito l'unità è stata riorganizzata nel 1º Battaglione della 159ª Brigata meccanizzata, dove ha contribuito all'addestramento delle nuove reclute grazie all'esperienza maturata durante il conflitto; tuttavia nel 2025 il 1º Battaglione fucilieri della 67ª Brigata è stato ricostituito da zero. Alla fine di novembre 2024 la brigata, dopo un cambio di comandante e l'afflusso di nuove reclute non affiliate al Corpo Volontario Ucraino, ha completato la propria ristrutturazione, dotandosi inoltre di un nuovo stemma. In seguito alla legge ucraina che ha permesso ad alcune categorie di detenuti di prestare volontariamente servizio nell'esercito, la 67ª Brigata meccanizzata è stata una delle unità ad integrarne un certo numero nei propri ranghi, costituendo la Compagnia "Škval".
Nel maggio 2025, successivamente a un secondo cambio di comandante, la brigata è tornata alle proprie origini, riadottando lo stemma legato al Corpo Volontario Ucraino. In un comunicato l'unità ha motivato la decisione dichiarando che "chi dimentica il proprio passato non è degno del futuro", rendendo omaggio e preservando l'eredità della formazione originale. A luglio è stata trasferita dal 9º al 12º Corpo d'armata, recentemente costituito a Kiev.

## Struttura
- Comando di brigata[32]
- 2º Battaglione meccanizzato[33]
- 3º Battaglione meccanizzato "Colonnello Vasyl Ivanyšyn"[34]
- 1º Battaglione fucilieri[35]
- 2º Battaglione fucilieri "Taras Bobanyč"[36]
- 27º Battaglione fucilieri (Obuchiv, unità militare A4046)[37]
- Compagnia fucilieri speciale "Škval"
- Battaglione corazzato (T-72B e T-72B3M)
- Battaglione sistemi senza pilota "Sky Walkers"
- Gruppo d'artiglieria
  - Batteria acquisizione obiettivi
  - Battaglione artiglieria semovente (2S1 Gvozdika)
  - Battaglione artiglieria campale (M119 e 2A65 Msta-B)
  - Battaglione artiglieria lanciarazzi (BM-21 Grad e TOS-1)
  - Battaglione artiglieria controcarri (MT-12 Rapira)
- Battaglione artiglieria missilistica contraerei
- Battaglione genio
- Battaglione manutenzione
- Battaglione logistico
- Compagnia ricognizione
- Compagnia comunicazioni
- Compagnia guerra elettronica
- Compagnia radar
- Compagnia medica

## Comandanti
- Colonnello Roman Korenjuk (novembre 2022 - ottobre 2024)[38]
- Tenente colonnello Oleksandr Poljajev (ottobre 2024 - aprile 2025)[39]
- Tenente colonnello Oleksandr Šaptala (aprile 2025 - in carica)[40]